# Ledeč nad Sázavou
Ledeč nad Sázavou là một thị trấn thuộc huyện Havlíčkův Brod, vùng Vysočina, Cộng hòa Séc.